# Aldara Viegas de Alvarenga
Aldara Viegas de Alvarenga (f. antes de 1258) foi uma rica-dona portuguesa dos séculos XII e XIII.

## Biografia
Aldara era filha de Egas Afonso de Ribadouro, Senhor de Alvarenga e filho de Afonso Viegas de Ribadouro, e da sua esposa, a galega Sancha Pais de Toronho, filha de Paio Curvo de Toronho. O seu pai surgiu com o último cargo governativo, em Lafões, em 1199. Contudo, Egas desaparece da documentação ainda nesse ano, podendo ter falecido pouco depois. Isto indica que Aldara nasceu certamente antes de 1199, mas com maior probabilidade entre as décadas de 1180 e 1190, dado ser em 1180 que o pai recebera o primeiro cargo governativo.
Desposou, em data desconhecida, mas provavelmente entre as décadas de 1190 e 1200, Lopo Afonso de Baião, filho de Afonso Ermiges de Baião, senhor de Baião-Penaguião, e da sua primeira esposa, Teresa Pires I de Bragança. Afonso veio a casar novamente com Urraca Afonso de Ribadouro, senhora de Resende que era justamente tia paterna de Aldara e que se tornou na sua sogra.
Conhece-se pouco sobre a vida de Aldara. Um seu irmão, Gomes Viegas de Alvarenga, segundo as Inquirições Gerais de 1258, foi agraciado pelo seu sogro com algumas terras na área a que se circunscrevia o seu domínio, isto é, os julgados de Baião e Penaguião. Os bens de Aldara, que se averiguaram reduzidos, não ficavam longe de Baião, provavelmente resultado de usurpação da própria. Destes bens veio a ser, como herdeira exclusiva, a sua única filha, Sancha Lopes de Baião.
Faleceu provavelmente antes de 1258, uma vez que todos os seus bens estavam já registados em nome da sua filha Sancha nas Inquirições que se realizaram nesse ano.

## Casamento e descendência
Aldara desposou, em data incerta, Lopo Afonso de Baião (m. c.1223), filho de Afonso Ermiges de Baião e da sua primeira esposa, Teresa Pires I de Bragança. O casal teve a seguinte descendênciaː
- Afonso Lopes de Baião (c.1210 – 3 de maio de 1280[4] ou depois de 17 de julho de 1284[5]), detentor de várias tenências, foi trovador. Desposou Mor Gonçalves de Sousa. A qualidade deste casamento leva a admitir que poderia ser o filho primogénito[5];
- Diogo Lopes de Baião (c. 1210 - c.1278[3]), casou com Urraca Afonso de Cabreira;
- Fernão Lopes de Baião (c. 1210 - c.1256[3]), não casou;
- Sancha Lopes de Baião (c. 1210 - depois de 1258), não casou[1]; frequentou a corte e recebeu uma doação de Afonso III de Portugal[1].